# مایک گارسون
مایکل دیوید گارسون (زاده ۲۹ ژوئیه ۱۹۴۵) یک پیانیست آمریکایی است که با دیوید بویی، ناین اینچ نیلز، سنت وینسنت، دورن دورن، اسمشینگ پامپکینز، ملیسا آوف در مائور و د پریتی رکلس کار کرده است.